# Лой, Эвелин
Эвелин Лой (нем. Evelyne Leu; род. 7 июля 1976 года, Боттминген) — швейцарская фристайлистка, выступавшая в акробатике. Олимпийская чемпионка 2006 года.

## Карьера
В Кубке мира дебютировала 13 марта 1994 года на домашнем для себя этапе в Хаслиберге, где показала 15-й результат. 7 декабря 1996 года на этапе во французском Тине стала третьей, завоевав первый кубковый подиум.
В 1997 году дебютировала на чемпионате мира, который проходил на трассах будущей Олимпиады. Показала там 14-е место, а через год уже на Олимпийских играх заняла 15-е место, хотя лидировала после первой квалификационной попытки лидировала, но упала во второй попытке.
Первую победу в карьере одержала в начале 1999 года на этапе в канадском Мон Тремблан. На чемпионате мира 2001 года в Уистлере швейцарка остановилась в шаге от медали, показав четвёртый результат. На Олимпийских играх 2002 года, соревнования по фристайлу на которых проходили в Дир Вэлли Эвелин выиграла квалификацию, но в финальном раунде не справилась с давлением и показала только 11-й результат.
В 2005 году на чемпионате мира в Финляндии завоевала серебряную медаль, уступив только китаянке Ли Нина. Наиболее удачным сезонов в карьере швейцарской фристайлистки стал сезон 2005/06. Она одержала две победы, выиграла итоговый зачёт акробатики, а на Олимпийских играх в Турине завоевала золотую медаль. В финальном раунде Эвелин была только пятой после первого прыжка, но во второй попытке показала абсолютно лучший результат, выиграв своим прыжком у Ли более 10 баллов и по сумме опередила её на 5 очков.
После олимпийской победы Лой не завершила карьеру, одержала в следующем олимпийском цикле еще три победы, в 2007 году была пятой на чемпионате мира в Мадонна-ди-Кампильо. В 2010 году швейцарка предприняла попутку защитить звание олимпийской чемпионки, но упала во второй квалификационной попытке и не смогла преодолеть отборочный раунд, став лишь 16-й.
Завершила карьеру в апреле 2010 года.